# Сейсмічність Афганістану
Афганістан — характеризується досить високою сейсмічністю.

## Загальна характеристика
На території Афганістану виділяються великі розломи, які є межами складчастих областей, масивів, тектонічних блоків, підвищень, прогинів та структурно-фаціальних зон. Розломи, які обмежують складчасті ділянки, є розломами першого порядку. До них у межах Афганістану відносяться Гератський, Чаманський, Пандшерський, Кунарський, Центрально-Бадахшанський та інші. Розломи, що обмежують складчасті системи є — розломами другого порядку. До них відносяться Альбурз-Мормульський, Гільмендський, Мукур-Тарнакський, Альтімурський та ін. Більшість з цих розломів є сейсмічно активними. З урахуванням особливостей тектонічної будови та розподілу сейсмічності, територія Афганістану розділена на вісім основних сейсмічних областей, що характеризуються різним ступенем сейсмічності.
Як відомо, більшість механічної енергії вивільняється у кількох вузьких поясах, які є кордонами літосферних плит. Близько 75 % землетрусів відбуваються на субдуктивних межах Тихоокеанської плити і головних плит, що примикають до неї. Все це визначає високий рівень сейсмічності Афганістану та досить велику різноманітність глибин розташування епіцентрів землетрусу.

## Сейсмічна історія
Дослідження сейсмічності Афганістану пов'язані, в основному, з іменами вчених В. Монтессуса, Р. Фгорона, Е. Стенза, Б. Гутенберга, Б. Петрашевського, А. Соловйової, В. Славіна, А. Лібермена, К. Мірзоєва, Е. Широкової та інших. Однак, більшість з досліджень носить загальний характер і відображає ту чи іншу конкретну область сейсмічності і не відповідає сучасним вимогам щодо вивчення сейсмічності та сейсмічного районування на всій території Афганістану.
Найбільше науково-теоретичне та історичне значення у вивченні сейсмічної історії Афганістану має монографія А. Е. Хьюкрота і Р. А. Каріма «Історія землетрусів, сейсмічності і тектоніки районів Афганістану», яка була видана в Кабульському університеті в 1970 році. Фактично, ця наукова робота, протягом більш як п'ятдесят років, є єдиним зведеним каталогом, в який включені відомості про землетруси на території Афганістану, починаючи з IX ст. н. е. — до 1969 року.

## Землетруси XXI століття
За даними Управління ООН з координації гуманітарних питань, станом на 2022 рік, за останні 10 років землетруси в Афганістані забрали життя понад 7000 людей.

### 2015
26 жовтня в районі гряди Гіндукуш на афгано-пакистанському кордоні стався сильний (за шкалою інтенсивності МSK-64) землетрус магнітудою 7,5 балів (за шкалою Ріхтера). Згідно з повідомленням BBC, найближчим до епіцентру землетрусу стало місто Файзабад, яке знаходиться в Афганістані. За оцінкою Геологічної служби США (USGS), гіпоцентр землетрусу знаходився на глибині близько 200 км. В результаті землетрусу загинуло 260 осіб, а сотні жителів постраждали. В Пакистані стихія забрала життя щонайменше 214 осіб, в Афганістані — 52, понад 1800 осіб отримали травми.

### 2022
22 червня, приблизно о 01:30 за місцевим часом (23:00 за Києвом), за 44 км від міста Хост на південному сході Афганістану, стався сильно помірний (за шкалою інтенсивності МSK-64) землетрус магнітудою 6,1 балів (за шкалою Ріхтера). За даними Геологічної служби США (USGS), гіпоцентр землетрусу залягав на глибині близько 51 км. За попередніми даними, щонайменше 1000 людей загинули, 1500 отримали поранення. Більшість загиблих — у провінції Пактика на сході країни, де загинуло 255 людей та понад 200 отримали поранення. Землетрус також відчули в сусідньому Пакистані, однак повідомлень про пошкодження або постраждалих звідти не надходило.

### 2023
21 березня в горах Гіндукуш в Афганістані стався сильно помірний (за шкалою інтенсивності МSK-64) землетрус магнітудою 6,8 балів (за шкалою Ріхтера). Згідно з повідомленням агентства Reuters із посиланням на Німецький науково-дослідний центр геонаук (GFZ), гіпоцентр землетрусу залягав на глибині 184 км. Згідно з повідомленням індійського агентства новин ANI, поштовхи відчувалися у Пакистані, Узбекистані, Казахстані та навіть у столиці Індії Нью-Делі. Згідно з повідомленнями, щонайменше 13 осіб загинули, їх кількість може значно зрости в міру того, як пошуково-рятувальні команди діставатимуться нових постраждалих сіл.
5 серпня Геологічна служба США (USGS) повідомила про помірний (за шкалою інтенсивності МSK-64) землетрус в Афганістані. Магнітуда поштовхів становила 5,8 балів (за шкалою Ріхтера), гіпоцентр землетрусу зафіксували на глибині 207 км. Поштовхи відчували і в сусідніх Узбекистані, Таджикистані та Пакистані.
7 жовтня, близько 11:00 (за місцевим часом), за даними Геологічної служби США (USGS), на заході Афганістану сталися два сильно помірних (за шкалою інтенсивності МSK-64) землетрусів магнітудою 6,3 балів (за шкалою Ріхтера). Епіцентр знаходився приблизно за 40 км на північний захід від міста Герат, гіпоцентр землетрусу залягав на глибині приблизно 10 км. За землетрусами відбулася серія афтершоків. За даними Геологічної служби США (USGS), після землетрусу було відбулося ще чотири сильні афтершоки: магнітудою 5,5; 4,7; 6,3 і 5,9 (відповідно).
В той же час, український Головний центр спеціального контролю ДКАУ, надав інші, більш детальні, дані про землетруси, які сталися 7 жовтня в Афганістані, а саме:
- о 09:41:03 (за київським часом), дуже сильний землетрус з північно-західної частини Афганістану, магнітудою 6,0 балів (за шкалою Ріхтера), з гіпоцентром на глибині 11 км[13];
- о 09:49:41 (за київським часом), сильний землетрус з північно-західної частини Афганістану, магнітудою 5,5 балів (за шкалою Ріхтера), з гіпоцентром на глибині 11 км[14];
- о 10:12:50 (за київським часом), дуже сильний землетрус з північно-західної частини Афганістану, магнітудою 5,9 балів (за шкалою Ріхтера), з гіпоцентром на глибині 11 км[15];
- о 10:40:30 (за київським часом), сильний землетрус з північно-західної частини Афганістану, магнітудою 5,7 балів (за шкалою Ріхтера), з гіпоцентром на глибині 10 км[16].

Землетруси також відчувалися у сусідньому Ірані. За повідомленням британського телеканалу Sky News, у результаті землетрусів 7 жовтня в Афганістані загинуло 320 осіб. Проте, втрати виявилися значно більшими: за словами афганських чиновників, загинуло не менше 2000 людей, зруйновано близько 600 будинків. За даними ВООЗ постраждали загалом близько 4200 осіб. Агентство ООН з надзвичайних ситуацій припускає, що кількість жертв зростатиме, оскільки багато людей опинилися під завалами. Станом на 08.10.2023 року, згідно з повідомленням агентства Reuters, серія землетрусів в Афганістані забрали життя 2445 людей, кількість загиблих щогодини зростає.
8 жовтня на заході Афганістану сталися два сильно помірних (за шкалою інтенсивності МSK-64) землетрусів магнітудою 6,3 балів (за шкалою Ріхтера). Адміністрація «Талібану» заявила, що підземні поштовхи забрали життя 2053 людей, ще 9240 мешканців дістали поранення. За повідомленням речника Міністерства стихійних лих мулли Джанана Сайєка, в результаті землетрусу пошкодження отримали 1329 будинків. Станом на 21:00 8 жовтня кількість загиблих в Афганістані через землетруси зросла до 2445 осіб.
11 жовтня, на світанку, як повідомив телеканал France 24, в Афганістані стався сильно помірний (за шкалою інтенсивності МSK-64) землетрус магнітудою 6,3 балів (за шкалою Ріхтера). Епіцентр землетрусу знаходився приблизно за 30 км (19 миль) на північ від міста Герат. За попередніми даними землетрус забрав щонайменше одне життя та спричинив паніку серед людей, які вже постраждали внаслідок землетрусу 7 жовтня.
15 жовтня, о 06:36:01 (за київським часом), в Афганістані стався сильно помірний (за шкалою інтенсивності МSK-64) землетрус. За даними Європейського середземноморського сейсмологічного центру (EMSC) його магнітуда становила 6,3 балів (за шкалою Ріхтера). За даними Геологічної служби США (USGS), епіцентр землетрусу був приблизно за 34 км від столиці провінції Герат, гіпоцентр землетрусу залягав на глибині 8 км. За повідомленням агентства Reuters, щонайменше дві людини загинули, понад 100 отримали поранення. За уточненими даними, станом на 16 жовтня, четверо людей загинули, а в лікарню потрапили 153 поранених.
28 жовтня, о 23:57 (за місцевим часом), на заході Афганістану в провінції Герат стався помірний (за шкалою інтенсивності МSK-64) землетрус магнітудою 5,0 балів (за шкалою Ріхтера). За даними Геологічної служби США (USGS), гіпоцентр землетрусу залягав на глибині 10 км. 29 жовтня 2023 року у провінції Герат було зафіксовано повторний поштовх магнітудою 4,8. Загалом було госпіталізовано 13 поранених місцевих мешканців.

### 2024
19 березня, о 23:27:03 (за київським часом), в Афганістані стався помірний (за шкалою інтенсивності МSK-64) землетрус магнітудою 5,5 балів (за шкалою Ріхтера). За даними Головного центру спеціального контролю ДКАУ, за класифікацією землетрус відносився до сильно помірних. Епіцентр землетрусу знаходився в південно-західній частині Афганістану, гіпоцентр залягав на глибині 15 км.

### 2025
16 квітня, о 02:14:00 (за київським часом), в Афганістані стався помірний (за шкалою інтенсивності МSK-64) землетрус магнітудою 5,6 балів (за шкалою Ріхтера). За даними Головного центру спеціального контролю ДКАУ, епіцентр землетрусу знаходився в районі гряди Гіндукуш, гіпоцентр залягав на глибині 103 км.
19 квітня на кордоні Афганістану та Таджикистану стався помірний (за шкалою інтенсивності МSK-64) землетрус магнітудою 5,8 балів (за шкалою Ріхтера). За інформацією Німецького дослідного центру з геонауок (GFZ), підземні поштовхи були зафіксовані на глибині 92 км.